# Erik Sommers
Erik Sommers est un scénariste et producteur de télévision américain né le 16 décembre 1976 à Syracuse dans l'État de New York.

## Filmographie

### Scénariste
- 2002-2003 : 3-South (13 épisodes)
- 2003-2004 : Crank Yankers (42 épisodes)
- 2004-2007 : Drawn Together (7 épisodes)
- 2008 : Atom TV (6 épisodes)
- 2008-2013 : American Dad! (9 épisodes)
- 2012-2013 : Happy Endings (2 épisodes)
- 2014 : Community (1 épisode)
- 2014 : Cuz-Bros
- 2014-2015 : Marry Me (2 épisodes)
- 2015-2016 : Dr. Ken (2 épisodes)
- 2017 : Lego Batman, le film
- 2017 : Spider-Man: Homecoming
- 2017 : Jumanji : Bienvenue dans la jungle
- 2018 : Ant-Man et la Guêpe
- 2019 : Spider-Man: Far From Home
- 2021 : Spider-Man: No Way Home
- 2022 : Bermuda

### Producteur
- 2000 : Stark Raving Mad (4 épisodes)
- 2002 : Greg the Bunny (2 épisodes)
- 2005-2007 : Drawn Together (29 épisodes)
- 2008 : Atom TV (6 épisodes)
- 2009-2013 : American Dad! (88 épisodes)
- 2012-2013 : Happy Endings (23 épisodes)
- 2014 : Community (13 épisode)
- 2014 : Cuz-Bros
- 2014-2015 : Marry Me (17 épisodes)
- 2015-2016 : Dr. Ken (16 épisodes)
- 2015 : Danger and Eggs (1 épisode)

### Acteur
- 2009-2012 : American Dad! : voix additionnelles (9 épisodes)